# Geschichte der Juden in der Neuzeit
Die Geschichte der Juden in der Neuzeit umfasst die Geschichte jüdischer Gemeinschaften und Minderheiten seit der Reformation bis zur Gegenwart. Die Geschichte der Juden in der Neuzeit entwickelte sich nach Kontinenten und einzelnen Ländersituationen sehr unterschiedlich. Schwerpunkt dieses Überblicksartikels ist die Entwicklung in Europa, die von der Zerstreuung der Sephardim (16. Jahrhundert) bis zur Neugründung des Staates Israel 1948 reicht.
Die Geschichte der Juden im vom Nationalsozialismus beherrschten Europa wird vorrangig in Zeit des Nationalsozialismus und Holocaust behandelt; die Geschichte der Juden in Deutschland und die Geschichte des Staates Israel haben ebenfalls eigene Artikel.

## Überblick
Die Umwälzungen der Reformation im 16. Jahrhundert veränderten die Lage der Juden in einigen Regionen Europas. Die Bedeutung der hebräischen Literatur für das europäische Geistesleben war bereits seit der Renaissance, in der einige Bibelhandschriften der Masoreten wiederentdeckt wurden, gewachsen. Neben dem Tanach, der Hebräischen Bibel, wurden zunehmend auch der Talmud und andere jüdische Literatur studiert, was dem Judentum zu einigem Ansehen verhalf. Martin Luthers Aufforderung von 1543, die Juden zu vertreiben oder ihnen Arbeitszwang aufzuerlegen, kamen die evangelischen Fürsten nicht nach. Unter dem Einfluss der protestantischen Konkurrenz trat die antijudaistische Ritualmordlegende auch in katholischen Ländern zeitweise zurück.
Im Zeitalter der Gegenreformation und der Konfessionskriege, die im Dreißigjährigen Krieg gipfelten, wurden Juden teils regional gegen hohe Abgaben geduldet, teils als vermeintliche Pestüberträger oder Verbündete der jeweiligen Glaubensfeinde verfolgt. Mit dem Westfälischen Frieden 1648 wuchs jedoch in Europa die Einsicht, dass sich Glaubensfragen nicht durch Kriege entscheiden lassen. Während die Großkirchen zu einem Kompromiss fanden, wurden religiöse Minderheiten weiterhin stark bedrängt. So gingen neue Ideen der Toleranz nicht von den Kirchen aus, sondern von religiösen Randgruppen und aufgeklärten Philosophen, z. B. John Locke und Baron de Montesquieu. Dieser forderte als Erster die Gleichberechtigung der jüdischen mit der christlichen Religionsausübung. Antijüdische Polemiken waren nun selten und wurden manchmal sogar verboten: so ein antijüdisches Pamphlet von Johann Andreas Eisenmenger.
Im 18. Jahrhundert entwickelte sich aus dem Naturrecht die Idee der Menschenrechte. Damit konnte auch die Jüdische Emanzipation langfristig in das Blickfeld aufgeklärter Fürsten und Bürger kommen. Die zunehmende Toleranz kam unter anderem in Theaterstücken wie dem Lessing’schen Schauspiel Nathan der Weise zum Ausdruck, wo die mosaische, die christliche und die muslimische Religion prinzipiell gleichgestellt wurden (Ringparabel). Der Mensch wurde nicht länger nach seiner Religionszugehörigkeit bewertet, sondern nach seiner Nützlichkeit für den Staat. Mehrere bedeutende Verfechter des Merkantilismus waren den Juden gegenüber jedoch weiterhin feindselig gesinnt (z. B. William Petty, Johann Joachim Becher). So waren es jüdische Apologeten selbst, die für mehr Rechte der Juden mit utilitaristischen Argumenten eintraten, wie z. B. Simone Luzzatto, dessen Schriften auf einflussreiche Denker wie Montesquieu wirkten.
Die Gegebenheiten für jüdische Gemeinden entwickelten sich unter den sich verändernden gesellschaftlichen Zuständen sehr verschieden. Schon seit den Kreuzzügen des 13. und den Pestpogromen des 14. Jahrhunderts war in Osteuropa ein Zentrum autonomen jüdischen Lebens entstanden; weitere Zentren entstanden nach der Vertreibung der Juden aus Spanien (Alhambra-Edikt 1492) und Portugal (1497; sephardische Zerstreuung) im Osmanischen Reich (seit 1517), in den Niederlanden (seit 1581), in Nieuw Amsterdam (1626) und in England (Aufhebung des Einwanderungs- und Ansiedlungsverbots ab 1650).

## Diaspora unter christlicher Herrschaft
In Spanien wurden seit 1391 die Juden offiziell verfolgt und mussten zwischen Hinrichtung und Zwangstaufe wählen. Eine besondere Schärfe erhielten die Verfolgungen, als mit Einführung der Inquisition 1480 unter Ferdinand II. von Aragon und Isabella I. von Kastilien nicht mehr nur die Juden Ziel der Nachstellungen wurden, sondern auch jene, die zwar rein äußerlich zum Christentum konvertiert waren, um ihr Leben zu retten, die aber im Geheimen weiterhin ihrem alten Glauben die Treue hielten. Eine große Zahl dieser zwangskatholisierten spanischen und portugiesischen Juden wurde Opfer der Inquisition und starb auf dem Scheiterhaufen. Auf Betreiben des Großinquisitors Tomás de Torquemada wurden ab dem 31. März 1492, Alhambra-Edikt, alle Juden aus Spanien vertrieben. 1497 folgte auch ihre Ausweisung aus Portugal.
Einige der vertriebenen Sephardim ließen sich zunächst in Brasilien nieder. Da dort aber nur den Marranen der Aufenthalt erlaubt war und bald auch in den überseeischen Kolonien die Verfolgung durch die Inquisition eingeführt wurde, verließen viele Juden das Land wieder. 1654 waren es brasilianische Marranen, die erstmals eine Gemeinde in der niederländischen Kolonie Neuamsterdam (heute New York City) gründeten. Dazwischen haben sie Kolonien in Nordargentinien, Surinam, Kolumbien (Antioquia) und México. Diese Gruppen sind bis heute noch in ihren jüdischen Lebensweisen und kulturellen Elementen erkennbar, nicht zuletzt der Pflege der Sprache, Ladino, mit dem typischen voseo (vos statt usted).

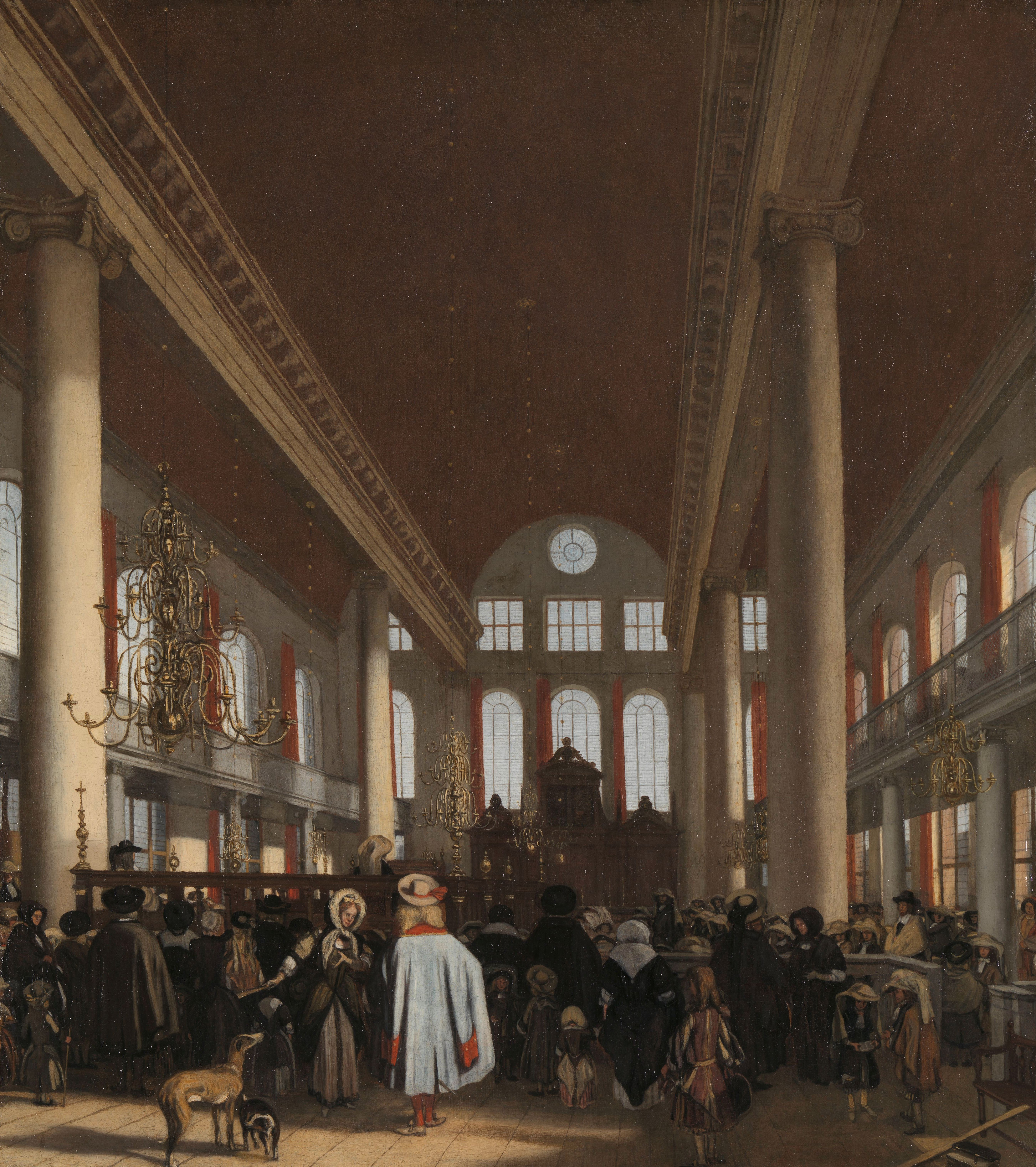
Emanuel de Witte: Portugiesische Synagoge Amsterdams, um 1680

Die Mehrzahl der sephardischen Juden floh jedoch ins Osmanische Reich, nach Holland, Deutschland, Italien oder Griechenland. Von großer Bedeutung für die weitere kulturgeschichtliche Entwicklung in Europa wurden die nach Italien geflohenen Juden, da sie dank ihrer profunden Kenntnisse antiker Autoren und antiker Philosophie einen entscheidenden Einfluss auf die Entstehung der Renaissance hatten.
Die größte jüdische Gemeinde Europas befand sich im 16. Jahrhundert jedoch in Konstantinopel, dem späteren Istanbul. Die einwandernden Marranen trafen hier auf eine bereits bestehende lebendige jüdische Bevölkerung: Neben den Griechisch sprechenden Romanioten – so nannten sich die Byzantiner – lebten hier eine kleinere Gruppe aschkenasischer Juden, eine große Gruppe osteuropäischer Juden, die vor den Verfolgungen aus Osteuropa ins Osmanische Reich geflüchtet waren, sowie eine kleine Gemeinde von Karäern, die bedeutende Vertreter hervorbrachte.
In Deutschland spielten die Marranen eine wichtige Rolle bei der Entstehung der jüdischen Aufklärung sowie allgemein im Emanzipationsprozess innerhalb der jüdischen Bevölkerung im 18. Jahrhundert. Die meisten dieser Marranen waren erst Anfang des 17. Jahrhunderts von Amsterdam und Antwerpen nach Deutschland, vor allem nach Hamburg, gekommen. Sie waren Nachfahren der ursprünglich aus Spanien und Portugal in die Niederlande geflüchteten Conversos, die dort geschlossen zum Judentum zurückgekehrt waren.
Nach der protestantischen Reformation wurden manche Länder Europas toleranter gegenüber den Juden. Erste Anzeichen gab es in England, wo das Commonwealth unter Oliver Cromwell den Juden ab 1650 die Einwanderung anbot. Einflussreiche Männer wie der Philosoph John Locke und der Missionar Roger Williams luden sie zudem ein, sich in den englischen Kolonien Nordamerikas niederzulassen. In Frankreich verlieh die Nationalversammlung den Juden im Zuge der Französischen Revolution 1791 das Wahlrecht.
Die meisten aschkenasischen Juden, die zur Zeit der Kreuzzüge und der verschiedenen Pestepidemien in Mitteleuropa vor den Pestpogromen nach Osteuropa geflüchtet waren, ließen sich in Polen und Russland nieder. Um 1648 betrug ihre Zahl in Polen über 500.000, die innerhalb des Königreichs ihre Autonomie bewahrten und das Land zu einem Zentrum des jüdischen Lebens machten. Zwischen 1648 und 1658 kam es zu Pogromen in der Ukraine, die nach dem Aufstand des Kosakenführers Bohdan Chmelnyzkyj einsetzten. Siehe auch Schabbtai Zvi.
Der Zerfall des polnischen Staates und die Teilungen Polens führten zu Beginn des 19. Jahrhunderts dazu, dass von nun an die ursprünglich einheitliche jüdische Bevölkerung Osteuropas in verschiedenen politischen Einflussgebieten lebte und sich auch verschieden entwickelte. Ein Teil der jüdischen Bevölkerung war durch die Teilungen zu Bürgern des Habsburgerreichs bzw. Preußens geworden. Doch der weitaus größere Teil lebte nun im zaristischen Russland, wo die Ansiedlung nicht nur auf den so genannten Ansiedlungsrayon beschränkt war, sondern die Juden auch politisch nahezu rechtlos waren.
Seit Mitte des 19. Jahrhunderts verschlechterte sich die Lage der jüdischen Bevölkerung in Osteuropa rapide. In Russland kam es zu zahlreichen Pogromen, die ihren Höhepunkt gegen Ende des Jahrhunderts erreichten und bis zur Russischen Revolution 1917 immer wieder aufflammten. Zwischen 1890 und dem Ende des Ersten Weltkriegs emigrierten als Folge der Pogrome rund zwei Millionen Juden aus Russland in die Vereinigten Staaten. Lebten zur Zeit des Nordamerikanischen Unabhängigkeitskriegs um 1780 schätzungsweise 2000 Juden in den USA, so war ihre Zahl um 1880 schon auf annähernd 250.000 angestiegen. Während der nächsten vierzig Jahre reisten nochmals drei Millionen Juden ein, vor allem aus Osteuropa. Der große Strom versiegte erst 1924 mit der Einführung der Einwanderungsbeschränkungen. Nach 1933 waren die Vereinigten Staaten dann ein wichtiger Zufluchtsort für die vor dem Terror des Nationalsozialismus flüchtenden Juden aus ganz West- und Osteuropa. Trotzdem wurden nicht alle Juden in den USA aufgenommen. Manche Flüchtlingsschiffe wurden abgewiesen und mussten wieder umkehren.
Andere Kolonien ehemaliger osteuropäischer Juden waren bereits früh auch in Kanada, Südamerika (insbesondere in Argentinien) sowie in Palästina entstanden.

## Aufklärung
Die Ideale der Aufklärung, die unter den europäischen Bildungsschichten während des 18. Jahrhunderts aufkamen, hatten widersprüchliche Auswirkungen. Auf der einen Seite respektierte man das Individuum unabhängig von seiner Religion und Abstammung als „menschliches Wesen“, war aber andererseits nicht bereit, historisch gewachsene Gruppen anzuerkennen, die nicht beabsichtigten, ihre Identität aufzugeben. Juden, die in die Gesellschaft aufgenommen werden wollten, zugleich aber Juden bleiben wollten, wurden der Heuchelei verdächtigt. Während Lessings Ideal von Toleranz die Identität des Menschen respektierte („Sind Christ und Jude eher Christ und Jude als Mensch?“, in: Nathan der Weise), verlangte Herder von den Juden sich anzupassen, so dass sie „nach europäischen Gesetzen leben und zum Besten des Staates beitragen“.
Neben der Befürchtung, die Juden könnten, wenn sie ihre Identität bewahren, einen Staat im Staate bilden, kamen auch antikirchliche Bestrebungen zum Tragen. So versuchten Deisten und Religionsgegner die Fundamente der christlichen Kirchen anzugreifen, indem sie behaupteten, das Alte Testament sei eine jüdische Fälschung. Zahlreiche antisemitische Stereotype wurden neu belebt und von führenden Denkern ins Feld geführt: „ein unwissendes und barbarisches Volk, das seit langem den schmutzigen Geiz mit dem verachtungswürdigen Aberglauben verbindet“ (Voltaire). Johann Gottlieb Fichte sah keine andere Möglichkeit, als „in der Nacht ihnen die Köpfe abzuschneiden und andere aufzusetzen, in denen auch nicht eine jüdische Idee sei.“

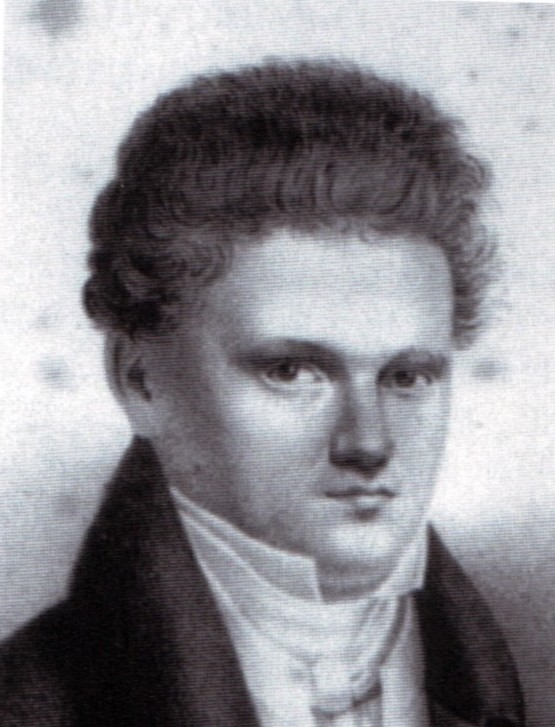
Gabriel Riesser, Politiker, Jurist, Kämpfer für die rechtliche Gleichstellung der Juden, Mitglied des Tempeldirektoriums des Israelitischen Tempels in Hamburg

Auch andere Bestrebungen zielten auf die „Besserung“ der Juden ab. Man bekannte sich zur Verantwortung für die Verfolgung, Isolation und Diskriminierung der Juden. Die entwickelten Integrationsmodelle (z. B. von C.W.Dohm) sollten Nachteile in Bildung und Beruf verringern, waren aber von den alten Vorurteilen geprägt. Sie liefen außerdem stets darauf hinaus, die Faktoren, welche die Juden von ihrer Umwelt unterschieden, auf ein Minimum zu beschränken.
Anfang des 19. Jahrhunderts bildete sich in Deutschland eine an der jüdischen Aufklärung Haskala orientierte Reformbewegung des Judentums, die eine religiöse Erneuerung hervorrief, die noch heute vor allem in Nordamerika fortbesteht. Israel Jacobson, Hoffaktor von Jérôme Bonaparte, gründete 1810 als erster in Seesen (und später in Kassel) eine reformorientierte Schulsynagoge. Es bildeten sich in Berlin und Hamburg Gemeinden, die Reformsynagogen bauten, die sie Tempel nannten.

## Emanzipation in Europa und deren Scheitern
Seit der Französischen Revolution im Jahr 1789 erhielten die Juden in Europa nach und nach die Bürgerrechte und wurden zunehmend rechtlich gleichgestellt. Sie waren jetzt mehr oder minder anerkannte Mitbürger, die eben nur einer anderen Religion angehörten. In Deutschland fühlten sie sich als deutsche Bürger jüdischen Glaubens. Viele Juden traten zum Christentum über. Zum Teil wurden jüdische Familien auch in den erblichen Adelsstand erhoben, zum Beispiel die Oppenheims oder die Familie Hirsch auf Gereuth, die in Bayern bereits 1815 in den Erbadelsstand erhoben wurden. Die Rothschilds wurden in Österreich 1822 in den Erbadelsstand erhoben, in England wurde erst 1885 mit Nathaniel de Rothschild der erste praktizierende Jude zum Lord erhoben. Ihr Bekenntnis zu Deutschland zeigten sie mit ihrer Teilnahme an den Befreiungskriegen 1813 bis 1815, am Deutsch-Französischen Krieg 1870/71 und am Ersten Weltkrieg. Im Laufe des 19. Jahrhunderts passten sich die Juden nahezu vollständig an ihre christliche Umwelt an und galten fast als gleichberechtigte Mitbürger. Sie waren Mitglieder bei Feuerwehren oder Schützenvereinen oder stellten Bürgermeister. Teilweise akzeptierten die Christen auch die religiösen Sitten der Juden. Sie nahmen zum Beispiel an Einweihungen von Synagogen teil oder verlegten – wie die Stadt Oberkirchen 1854 – den Markttag, wenn er auf einen jüdischen Feiertag fiel. Die Juden blieben in der Minderheit, sie stellten weniger als zwei Prozent der deutschen Gesamtbevölkerung. Doch die Zahl der Ärzte, Rechtsgelehrten, Maler, Dichter, Musiker und Regisseure mit jüdischem Hintergrund war überproportional hoch. Der Komponist Felix Mendelssohn Bartholdy, die Arbeiterführer Karl Marx, Wilhelm und Karl Liebknecht und Rosa Luxemburg, der Arzt und Psychiater Sigmund Freud, der Physiker Albert Einstein sind nur einige Persönlichkeiten mit jüdischem Hintergrund, nicht selten Atheisten und ablehnend und befremdet gegenüber der Religion und dem jüdischen Gemeindeleben. Diese Personen belebten das deutschsprachige Geistes- und Kulturleben über die Landesgrenzen hinaus bis in die Gegenwart. Unter 40 deutschen Nobelpreisträgern bis 1933 waren elf mit jüdischem Hintergrund. Im Ersten Weltkrieg kämpften auch jüdische Offiziere und Soldaten mit (Judenzählung) und es wurden einige mit hohen Orden ausgezeichnet, allerdings unterproportional.